# Nhà xuất bản Nông nghiệp

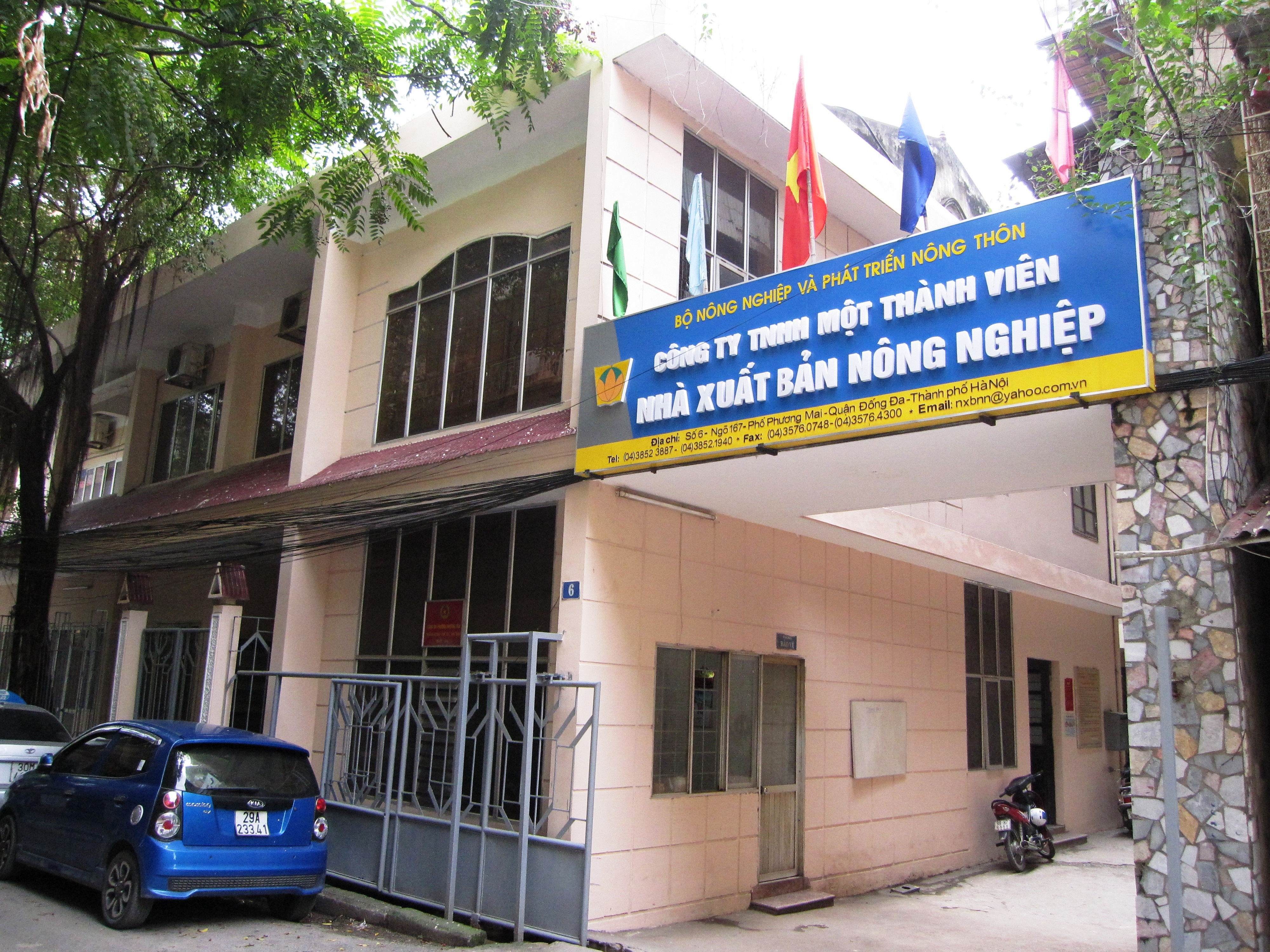
Trụ sở Nhà xuất bản Nông nghiệp

Nhà xuất bản Nông nghiệp là một nhà xuất bản tại Việt Nam, chuyên xuất bản sách cho đối tượng độc giả là nông dân và cán bộ ngành nông nghiệp.

## Lịch sử
Trước nhu cầu thực tế của ngành nông nghiệp Việt Nam, ngày 16 tháng 1 năm 1957, bộ trưởng Nông lâm đã thành lập Nhà xuất bản Nông thôn chuyên xuất bản các ấn phẩm thuộc các ngành nông nghiệp, lâm nghiệp, ngư nghiệp, thủy lợi và kinh tế nông nghiệp. Ngày 13 tháng 4 năm 1976, nhà xuất bản được đổi tên thành Nhà xuất bản Nông nghiệp. Ngày 1 tháng 2 năm 2008, Bộ Nông nghiệp và Phát triển nông thôn Việt Nam chuyển Nhà xuất bản Nông nghiệp thành Công ty Trách nhiệm hữu hạn một thành viên Nhà xuất bản Nông nghiệp, từ đó nhà xuất bản này hoạt động theo mô hình chủ tịch công ty.

## Trao thưởng
Nhà xuất bản Nông nghiệp đã được Nhà nước Việt Nam trao tặng:
1. Huân chương Lao động hạng Ba (năm 1962)
2. Huân chương Lao động hạng Nhì (năm 1992)
3. Huân chương Lao động hạng Nhất (năm 1996)
4. Huân chương Lao động hạng Nhất (năm 2001)
5. Huân chương Độc lập hạng Ba (năm 2007)